# Issaad Salah
Issaad Salah (en árabe: صلاح إسعاد) es un productor, guionista y director de cine. Nacido en Batna el 23 de diciembre de 1989 de una madre argelina y un padre tunecino, creció en una familia con una tradición de cuatro décadas en el mundo editorial; Issaad Salah siempre estuvo inmerso entre libros, la historia del arte y la lingüística.  

## Formación
Después de haber obtenido un diploma en letras se orientó hacia el Derecho. Más tarde continuó estudiando una licenciatura en cine en la Universidad de París VIII, donde adquirió los aspectos teóricos del cine. Continuaría en la escuela de cine ARFIS, con estudios orientados a perfeccionar sus técnicas cinematográficas. En 2018 obtiene su título de director de cine en la escuela Factory Film School en Villeurbanne. 
En paralelo a sus estudios realiza varios cortometrajes, algunos para el Nikon Film Festival, como «Je suis inespérée» y «Je suis Cendrillon de Damas» seleccionado entre los 50 finalistas. Como proyecto de grado realiza el cortometraje «Zizou sur Mars».  
En el año 2019 comienza a producir su primer largometraje, una coproducción entre Argelia y Francia.

## Filmografía
- Je suis l’Inespéré. Producido por Issaad Film Productions para el Nikon film festival edición 2016.
- Dîner sous les étoiles. Producido por Issaad Film Productions. 2017
- Je suis Cendrillon de Damas. Producido por Issaad Film Productions. 2017
- Zizou sur Mars. Producido por Issaad Film Productions y Factory École. 2019
- Je suis Cyrano. Codirigido junto a Reda Seddiki, Producido por Issaad Film Productions y Glockhome Archivado el 2 de julio de 2020 en Wayback Machine.. 2020

## Artículos periodísticos
- Nikon Film Festival 2020 : nos 10 courts-métrages coups de cœur - Kombini.
- Syrie, migration, et solidarité : le programme douloureux d’un court-métrage coup de poing - Madmoizelle Mag
- Emotions, de Damas à Lyon - Les Flamboyances.
- Nikon Film Festival 2018 : les 10 courts-métrages qui ont marqué la rédaction - Kombini.

- Datos: Q134394814